# Супруновка (Полтавский район)
Супруно́вка (укр. Супруні́вка) — село, Супруновский сельский совет, Полтавский район, Полтавская область, Украина.
Код КОАТУУ — 5324085201. Население по переписи 2001 года составляло 3974 человека.
Является административным центром Супруновского сельского совета, в который, кроме того, входят сёла Говтвянчик, Ивашки, Мильцы и Шостаки.

## Географическое положение
Село Супруновка находится в 3-х км от города Полтава, примыкает к сёлам Шостаки, Ивашки и Гожулы, в 0,5 км — село Мильцы.
По селу протекает пересыхающий ручей с запрудой.
Рядом проходят автомобильная дорога М-03 и железная дорога, станция Платформа 311 км в 1-м км.

## История
- 1925 год — село Супруновка становится административным центром Супруновского района Полтавского округа[2].
- 1931 год — Супруновский район ликвидирован[3].

## Экономика
- Молочно-товарная ферма.
- «ВАС», ЧП.
- ООО АФ «Джерело».

## Объекты социальной сферы
- Школа.сайт школы
- Детский сад.

## Известные люди
Нина Антоновна Бочарова (1924 г.р.) — советская спортивная гимнастка, двукратная чемпионка летних олимпийских игр 1952 года.